# 544 Jetta
544 Jetta је астероид главног астероидног појаса са пречником од приближно 24,58 km.
Афел астероида је на удаљености од 2,991 астрономских јединица (АЈ) од Сунца, а перихел на 2,189 АЈ.
Ексцентрицитет орбите износи 0,154, инклинација (нагиб) орбите у односу на раван еклиптике 8,378 степени, а орбитални период износи 1522,732 дана (4,169 године).
Апсолутна магнитуда астероида је 9,90 а геометријски албедо 0,320.
Астероид је откривен 11. септембра 1904. године.